# Suure-Ahli
Koordinaten: 58° 52′ N, 23° 32′ O
Suure-Ahli (deutsch Ahil) ist ein Dorf (estnisch küla) in der Stadtgemeinde Haapsalu (bis 2017: Landgemeinde Ridala) im Kreis Lääne in Estland.
Der Ort hat 37 Einwohner (Stand 31. Dezember 2011). Er liegt einen Kilometer östlich der estnischen Westküste.

## Geschichte
Das Dorf wurde erstmals 1544 unter dem Namen Hael urkundlich erwähnt.